# Barranca de Upía

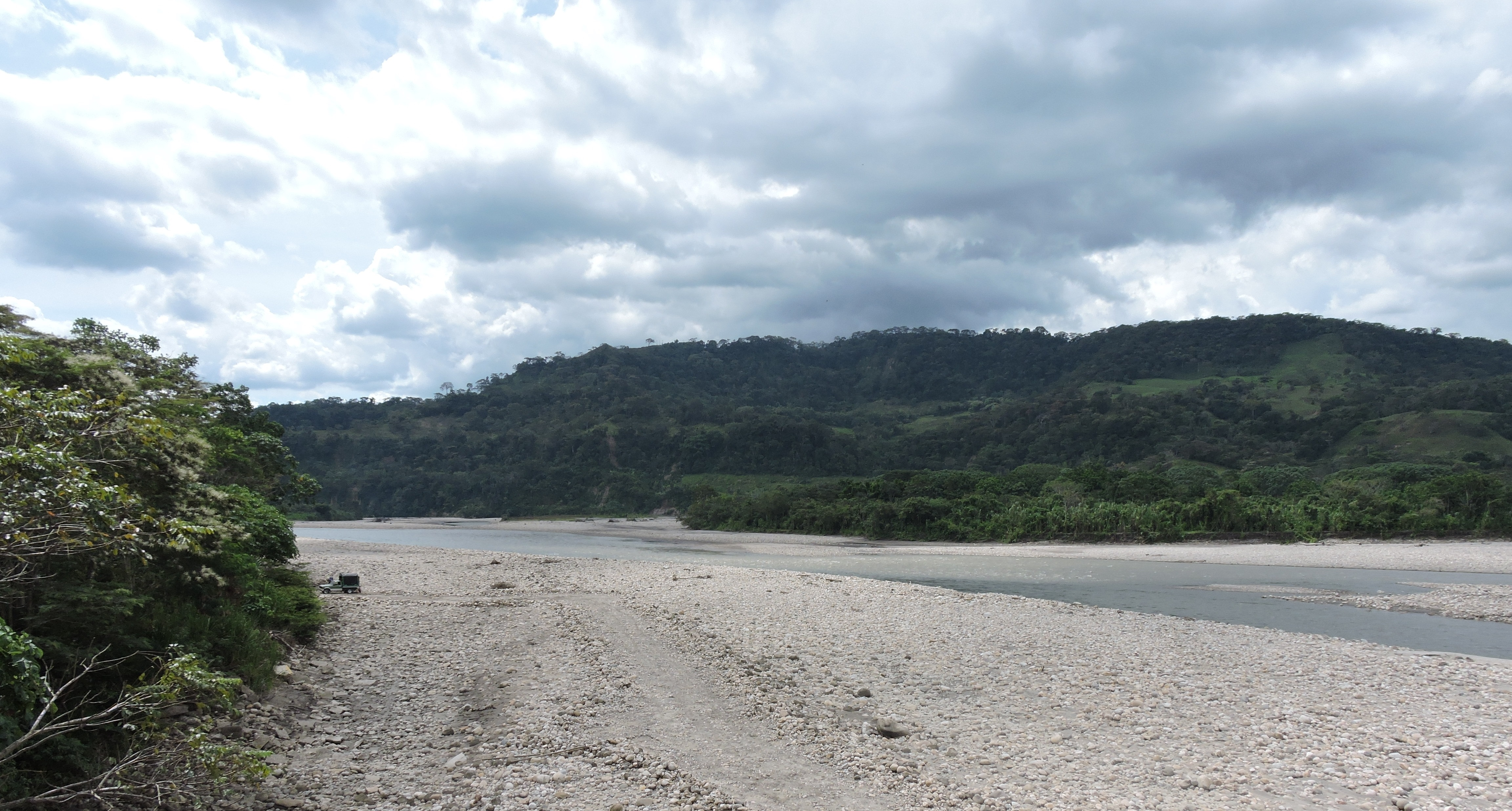
Rio em Barranca de Upía.

Barranca de Upía é um município da Colômbia, localizado no departamento de Meta.